# Kawasaki ZXR

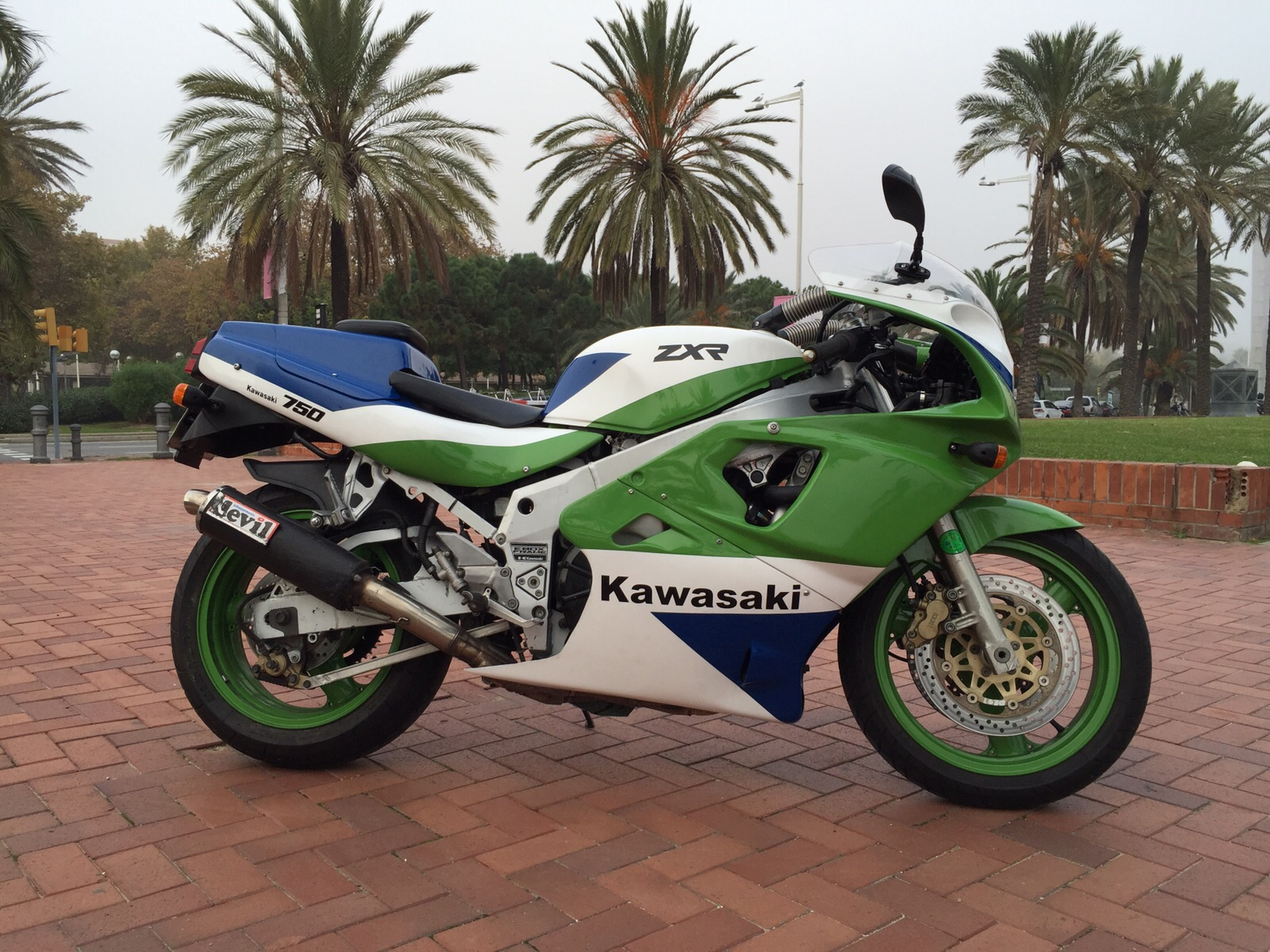
Une Kawasaki ZXR 750 de 1989.

La Kawasaki ZXR est un modèle de motocyclette sportive de la marque Kawasaki sorti entre 1989 (H1) et 1999 (L9).